# Nicolas Benois
Cet article concerne l'architecte russe. Pour le fondateur des Éclaireurs de France, voir Nicolas Benoit. Pour le joueur de rugby français, voir Nicolas Benoît
Pour les autres membres de la famille, voir Famille Benois.
Nicolas Leontievitch Benois (en russe : Николай Леонтьевич Бенуа), né le 1er juillet 1813 (13 juillet dans le calendrier grégorien) à Saint-Pétersbourg et décédé le 11 décembre 1898 (23 décembre dans le calendrier grégorien) à Saint-Pétersbourg, est un architecte russe actif principalement à Peterhof et dans les environs de Saint-Pétersbourg.

## Biographie
Nicolas Leontievitch Benois naît en Russie de père français, Louis Jules Benois. Nicolas Benois étudie de 1827 à 1836 à l'école allemande Sankt Petri Schule puis à l’académie russe des beaux-arts. Après ses études, il est assistant architecte de Constantin Thon. De 1840 à 1846, il travaille à l'étranger avec Alexandre Krakau (ru) et Alexandre Rezanov. Il se rend en Allemagne, France, Suisse, Autriche, Angleterre et vit longtemps en Italie. À son retour en Russie, il devient architecte de la cour de Nicolas Ier et supervise plusieurs projets de la ville de Peterhof, en notamment les Principales étables impériales (1847–1852). En 1848, il reçoit le titre d'académicien. En 1850, il est nommé architecte en chef de Peterhof. Il construit plusieurs immeubles de rapport à Saint-Pétersbourg.
Il était assez connu dans la Russie du XIXe siècle pour ses architectures de style néogothique.

## Ouvrages
Nicolas Benois conçoit quelques-unes des premières gares ferroviaires de Russie, notamment de Strelna, de Tsarskoïe Selo, et de la nouvelle Peterhof qui sera considérée comme son œuvre majeure. Il réalisa en outre, le château de Popov en Ukraine de style néogothique.
Il épouse Camilla, la fille d'Alberto Cavos, l'architecte du Théâtre Mariinsky. Le couple aura  Alexandre Benois, Albert Benois,  Léon Benois et Ekaterina Benois.

## Galerie d'ouvrages de Nicolas Benois

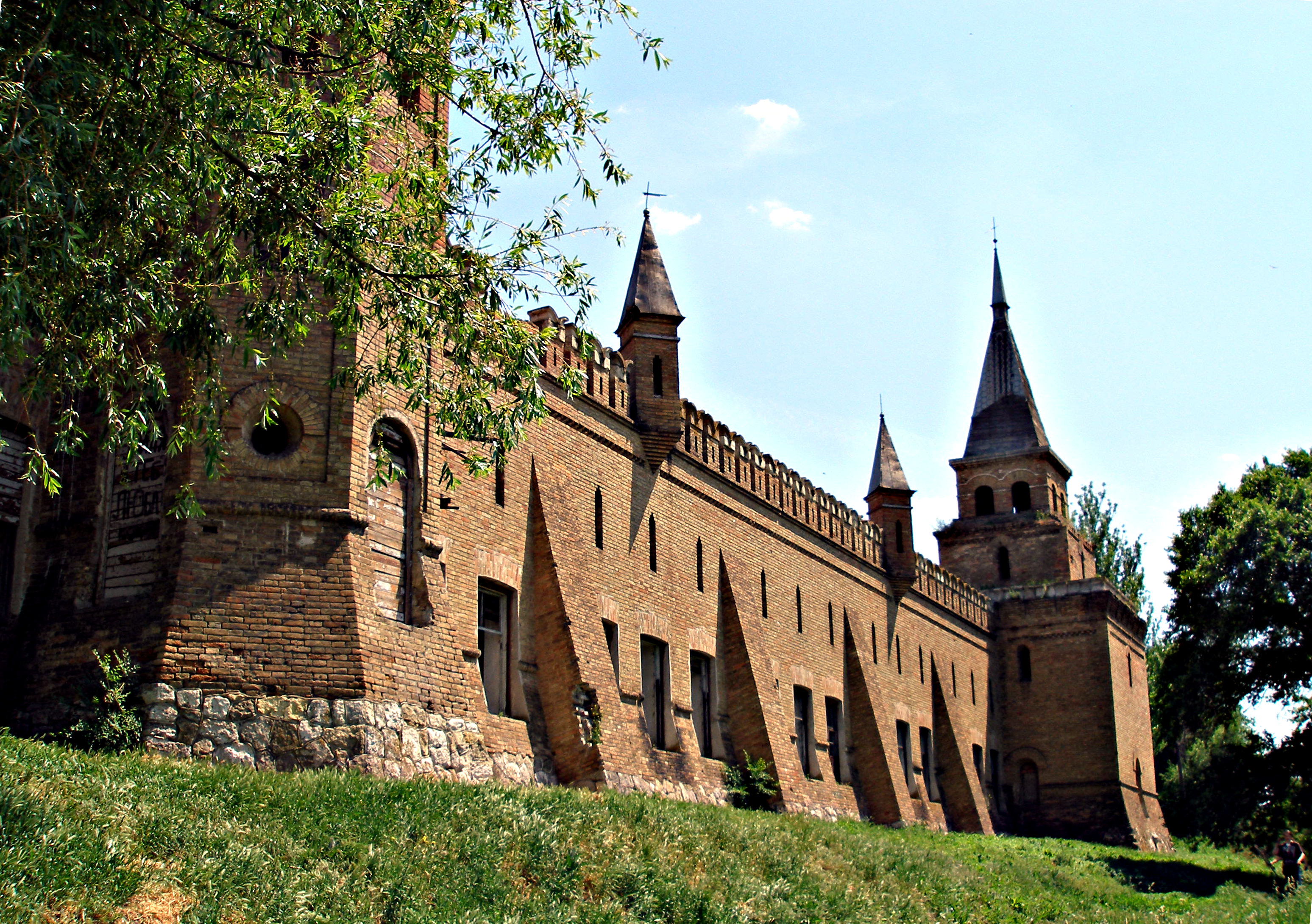
Le château de Popov en Ukraine.
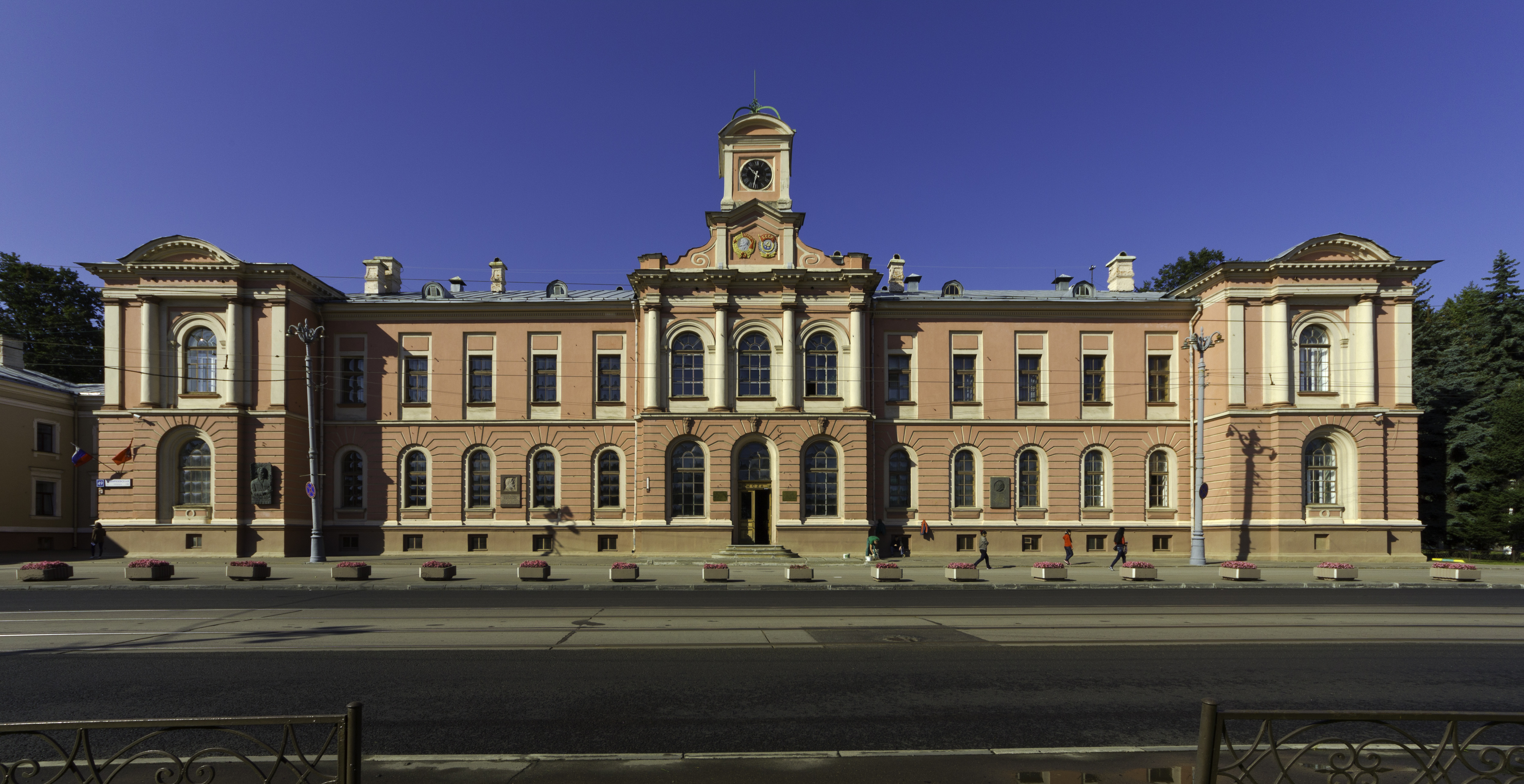
Université nationale d'agriculture.
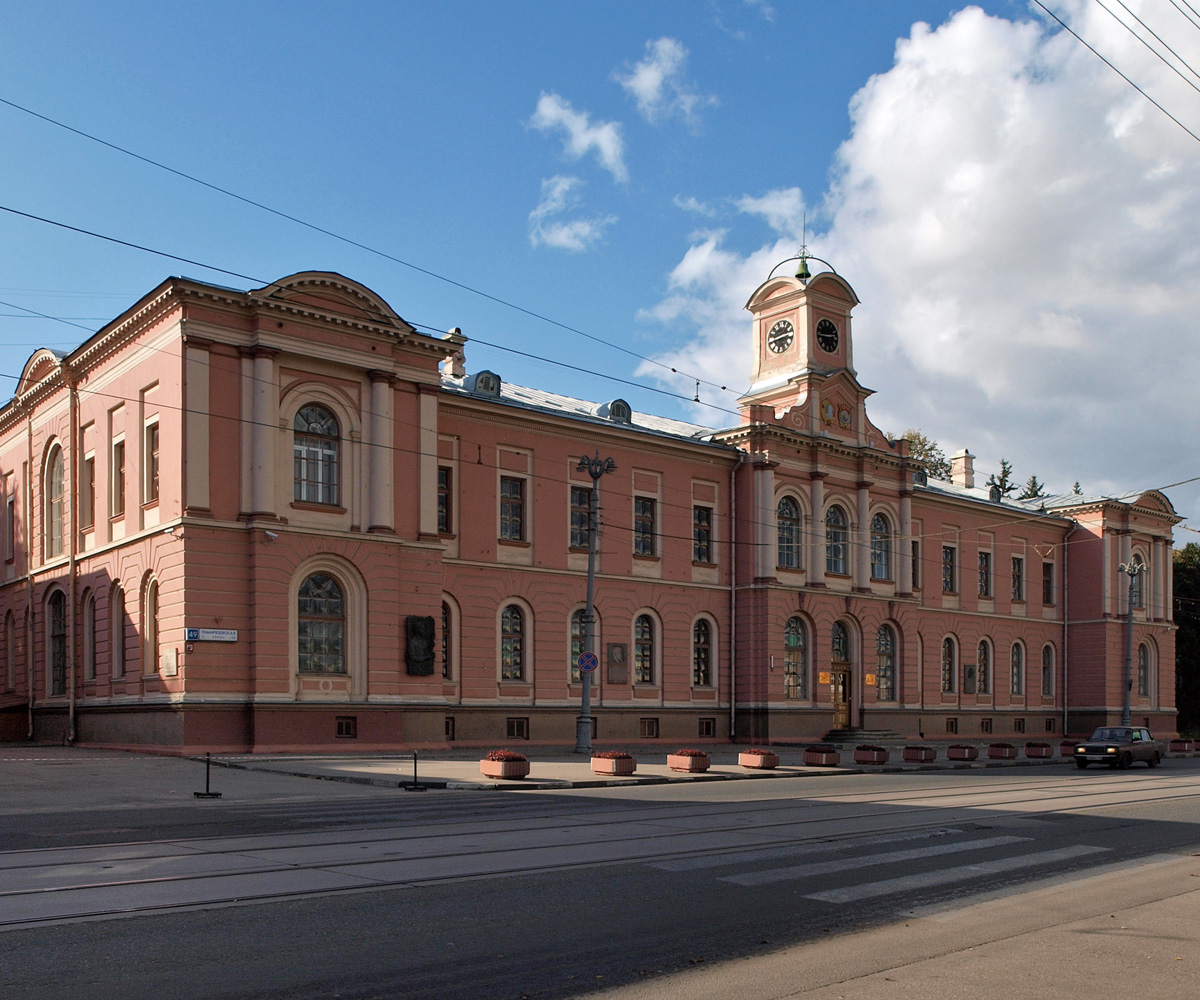
Université nationale d'agriculture.
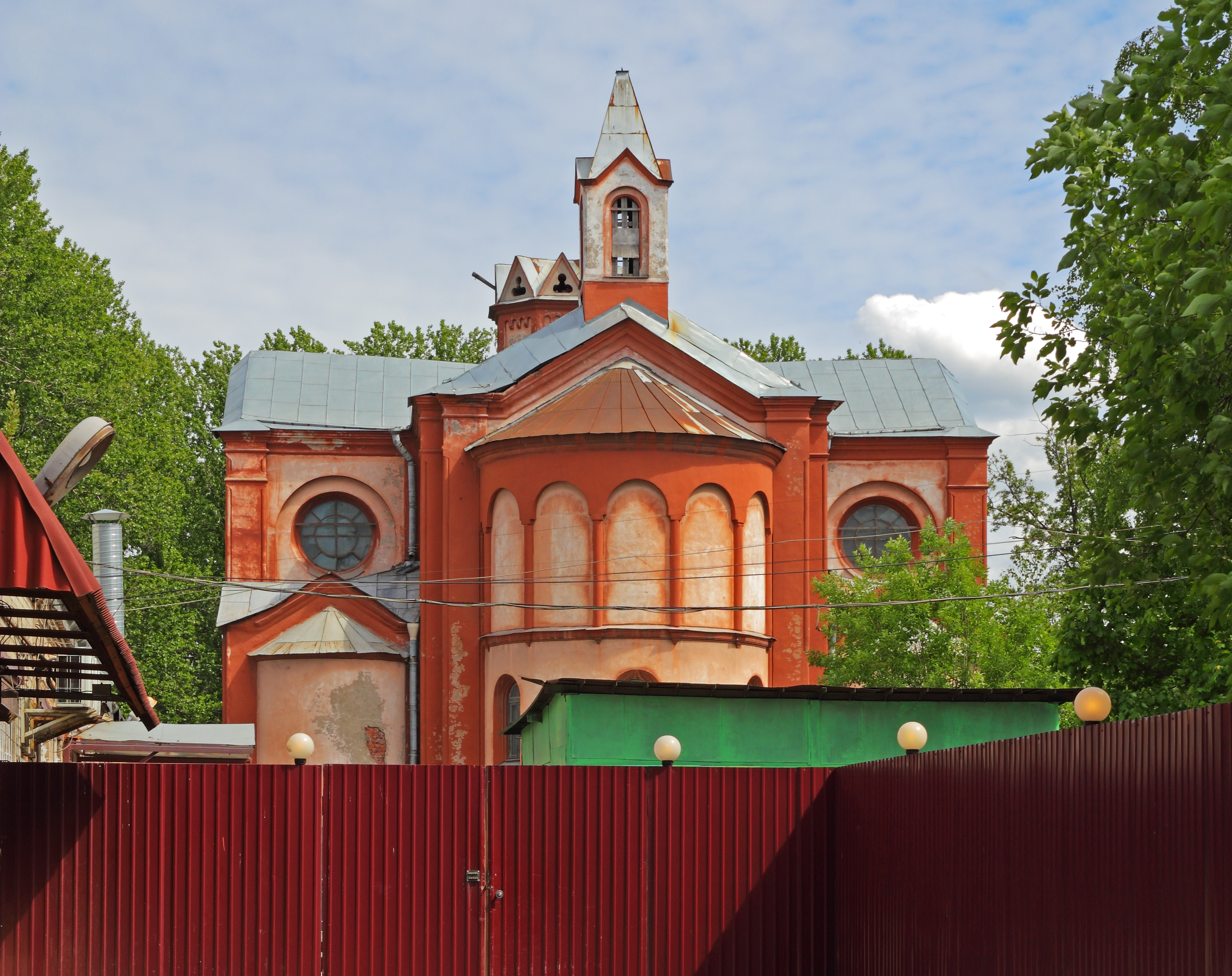
Ancienne église Sainte-Marie.
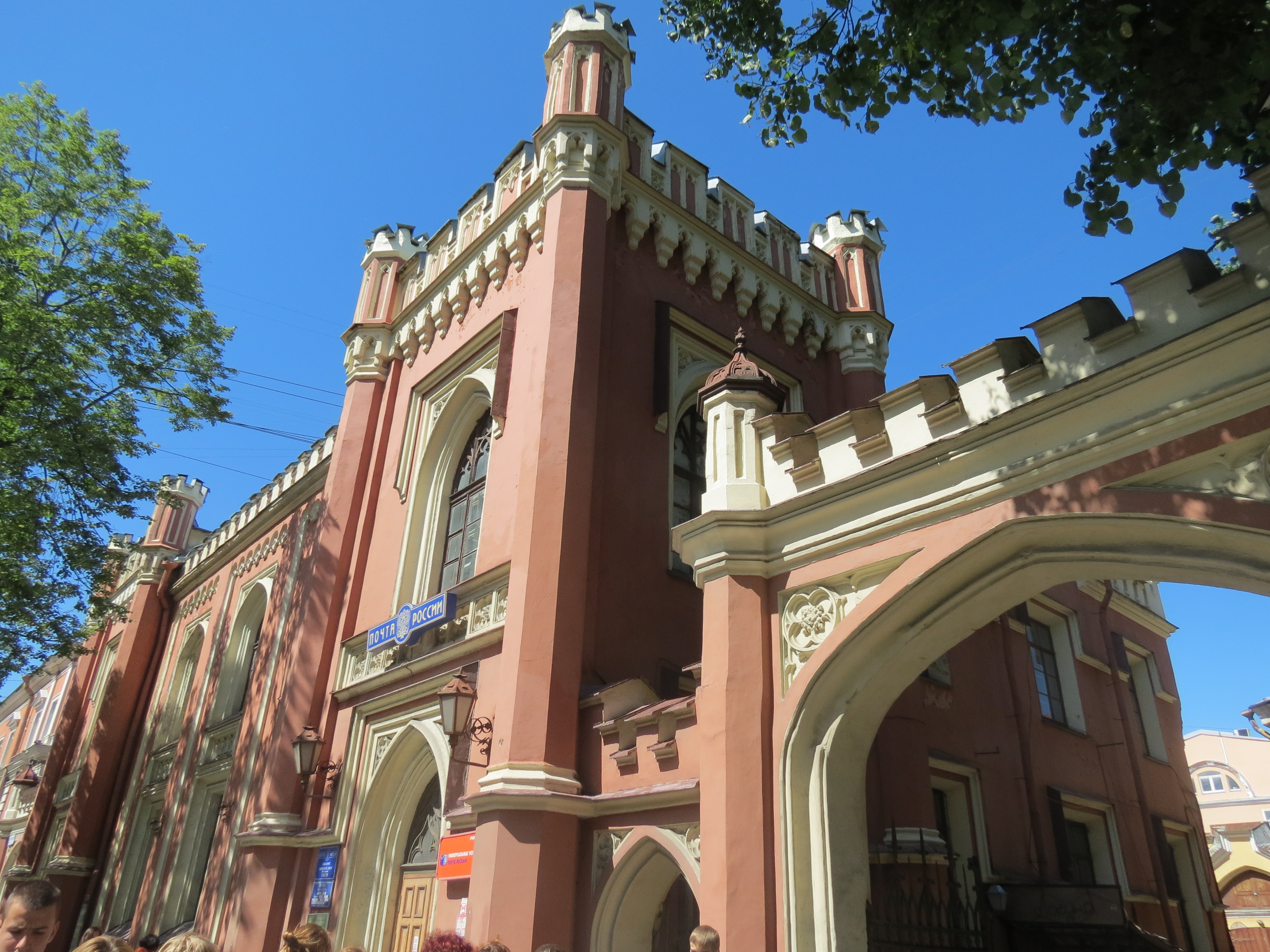
Ensemble gothique à Peterhof
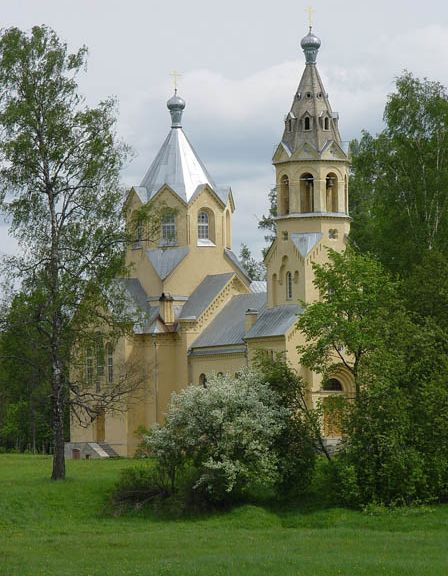
Église de Lisino.
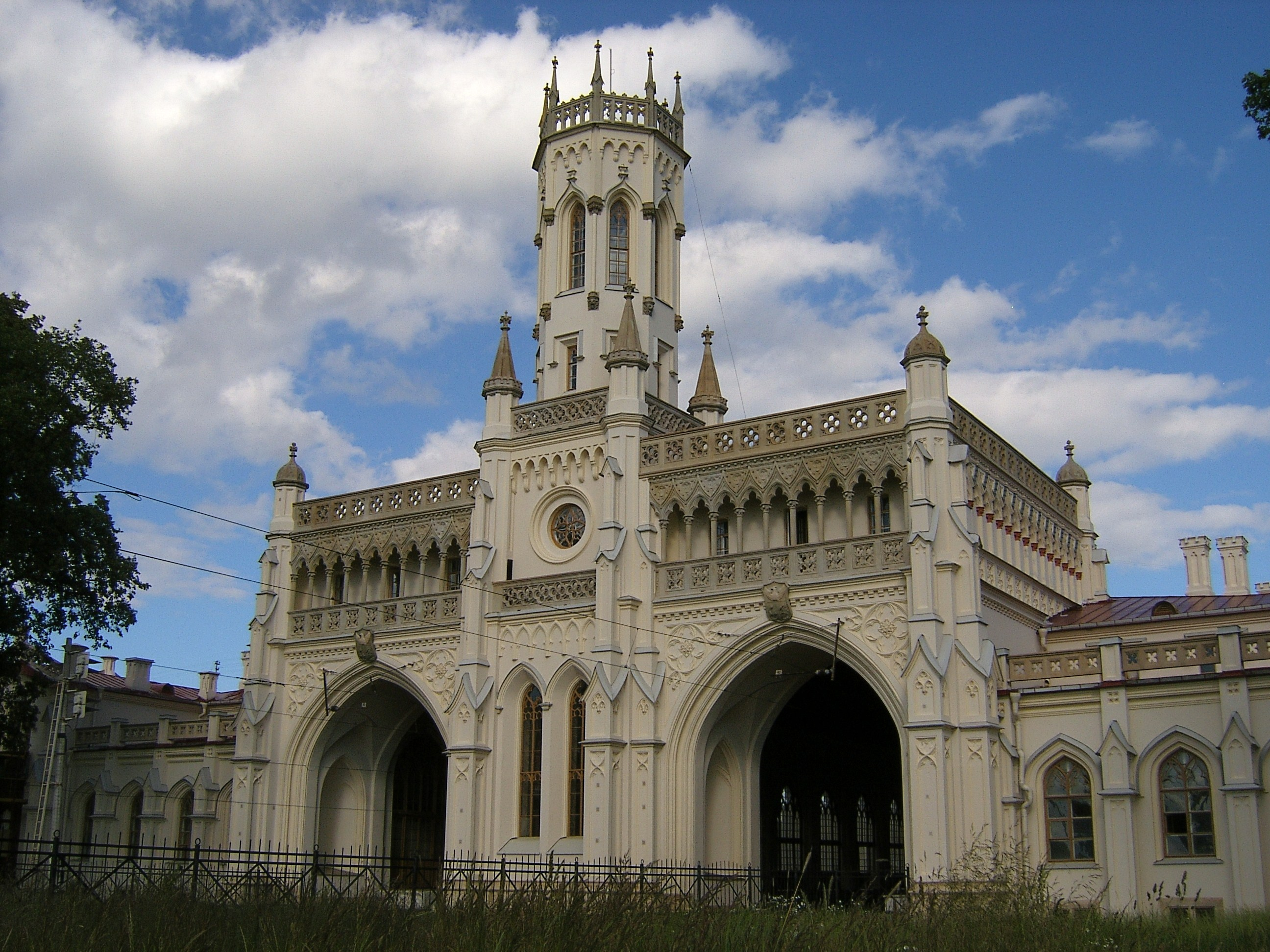
La nouvelle gare ferroviaire de Peterhof.
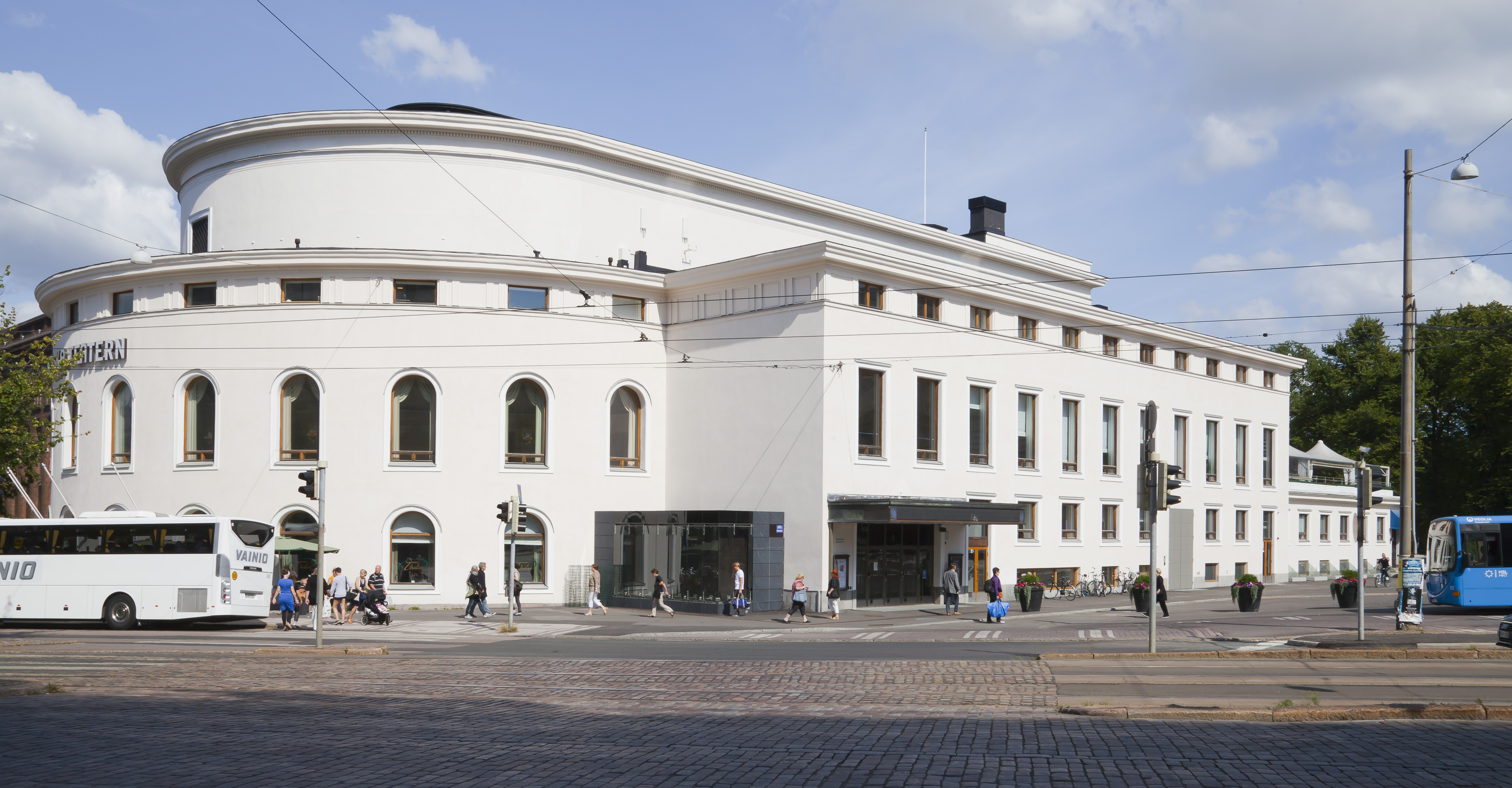
Théâtre suédois d'Helsinki.